# Sto minut wakacji
Sto minut wakacji – film familijny z 1998 roku, wyprodukowany przez Telewizję Polską i niemiecką telewizję ZDF. Film powstał w oparciu o scenariusz przedstawienia zrealizowanego dla telewizyjnego Teatru Młodego Widza "Ofelia na wakacjach", wymyślonego i zrealizowanego również przez Andrzeja Maleszkę. Film powstawał niemal równocześnie z serialową wersją pod tym samym tytułem.

## Obsada
- Jolanta Fraszyńska − Danuta Miley, matka Tosi
- Andrzej Zieliński − Operator, ojciec Piotrka
- Piotr Budzowski − Piotrek
- Kamila Natkaniec − Tosia Miley
- Tomasz Wroński − Jasiek
- Mirosław Zbrojewicz − ochroniarz w banku
- Bronisław Wrocławski − kierownik redakcji
- Cezary Morawski − kierownik ochrony w supermarkecie
- Radosław Pazura − aktor
- Edyta Jungowska − członek ekipy filmowej
- January Brunov − strażnik w supermarkecie
- Mariusz Krzemiński − policjant

## Nagrody
2000: ALE KINO
- Poznańskie Koziołki — dla aktora w konkursie krajowym Jolanta Fraszyńska[2]
- Poznańskie Koziołki — za scenografię w konkursie krajowym Witold Pelczarski[2]
- Poznańskie Srebrne Koziołki — najlepszy film aktorski dla młodzieży w konkursie krajowym Andrzej Maleszka[2]
- Poznań (Międzynarodowy Festiwal Filmów Młodego Widza "Ale Kino!") – wyróżnienie Jury Dziecięcego „Marcinek”[2]